# Albalophosaurus
Albalophosaurus (лат.) — род птицетазовых динозавров подотряда цераподов, живших в нижнемеловой эпохе (валанжинский век) на территории Азии. Окаменелости церапода были найдены в геологической формации Kuwajima Formation в Японии. Впервые описан палеонтологами Ohashi и Barrett в 2009 году. Представлен одним видом — Albalophosaurus yamaguchiorum.
В результате кладистического анализа было установлено, что Albalophosaurus относится к подотряду церапод. Другие характеристики, такие как морфология зубов Albalophosaurus, предполагают отнесение данного рода к орнитоподам. Учитывая много недостающей информации, исследователи ограничились размещением данного таксона среди церапод, указав его как incertae sedis. В 2012 году Han и др. уточнили систематику рода, поместив его в базальное положение цератопсов.